# Литовка (Акмолинская область)
Литовка (каз. Литовка) — упраздненное село в Целиноградском районе Акмолинской области Казахстана. Входило в состав Нуресильского сельского округа.

## География
Село располагалось на левом берегу реки Ишим, на расстоянии примерно 25 километров (по прямой) к северо-западу от административного центра района — села Акмол, в 19 километрах к западу от административного центра сельского округа — села Нуресиль.
Абсолютная высота — 320 метров над уровнем моря.

## История
Ликвидировано в 2000 году.

## Население
В 1989 году население села составляло 93 человека. Национальный состав: казахи — 62 %, немцы — 34 %.
В 1999 году постоянное население в селе отсутствовало.